# Borislav Asenov
Borislav Asenov (em búlgaro:  Борислав Асенов, nascido em 16 de junho de 1959) é um ex-ciclista olímpico búlgaro. Representou sua nação em dois eventos nos Jogos Olímpicos de Verão de 1980.